# Такэда, Гэнъё
Гэнъё Такэда (竹田 玄洋| Такэда Гэнъё, 7 марта 1949, Осака, Япония) — японский разработчик компьютерных игр и бывший руководитель высшего звена компании Nintendo. С 1981 года возглавлял подразделение интегрированных исследований и разработок (Integrated Research & Development, IRD). До выхода на пенсию в 2017 году занимал должности со-представительного директора и технического советника (Technology Fellow) компании.
Такэда начал работу в Nintendo в 1972 году. В 1975 году разработал EVR Race — первую аркадную игру компании. Руководил созданием серий игр Punch-Out!! и StarTropics. Основной сферой деятельности являлась разработка аппаратного обеспечения для домашних игровых консолей и портативных устройств Nintendo. В сентябре 2015 года, после смерти президента компании Сатору Иваты, был назначен со-представительным директором с присвоением звания технического советника.

## Биография
Гэнъё Такэда родился в городе Осака. Окончил Государственный университет Сидзуоки на острове Хонсю, где изучал полупроводниковые технологии. В 1971 году, откликнувшись на газетное объявление, прошёл собеседование с Гумпэем Ёкои и был принят на работу в Nintendo. В начале карьеры работал совместно с Масаюки Уэмурой в составе группы исследований и разработок R&D2, где участвовал в создании электронного тира. В детские годы увлекался конструированием, создавал модели поездов и самолётов.
После года работы в R&D2 Такэда был назначен руководителем нового подразделения R&D3. Это подразделение, несмотря на малочисленность (около 20 сотрудников), отвечало за разработку технического обеспечения и программного обеспечения для аркадных систем, а впоследствии и домашних игровых систем Nintendo. Специалисты R&D3 разработали технологию bank switching и чипсеты MMC для игровых картриджей. Подразделение также занималось разработкой видеоигр, создав такие серии как Punch-Out!! и StarTropics. Под руководством Такэды были выпущены спортивные игры Pro Wrestling, NES Play Action Football и Ice Hockey, ориентированные преимущественно на американский рынок, где они добились коммерческого успеха.
Существенным ограничением игровых картриджей NES являлась невозможность сохранения данных непосредственно на картридже. Встроенная в картриджи оперативная память (RAM) теряла все данные при отключении питания. Под руководством Такэды была разработана система резервного питания от батареи, впервые применённая в североамериканской и европейской версиях игры The Legend of Zelda, созданной Сигэру Миямото. Эта система обеспечивала длительное питание RAM-чипа, сохраняя данные при отключении основного питания или извлечении картриджа. Такэда является создателем аналогового контроллера для системы Nintendo 64, впоследствии аналогичное решение было использовано компаниями Microsoft и Sony в их игровых системах. В 2000 году подразделение R&D3 было переименовано в Integrated Research and Development. В том же году совместно с компанией Conexant были разработаны устройства для широкополосного доступа и модемные периферийные устройства для Nintendo GameCube. В 2002 году Такэда получил должность старшего директора по управлению, сохранив при этом пост генерального менеджера.
После смерти президента Nintendo Сатору Иваты 11 июля 2015 года Такэда и Сигэру Миямото были назначены временными представительными директорами компании с 13 июля. 16 сентября, после вступления в должность нового президента компании Тацуми Кимисимы, Такэда оставил пост временного директора. Одновременно он получил должность технического советника (Technology Fellow), в которой совместно с Миямото консультировал Кимисиму по вопросам развития компании.
В феврале 2018 года на 21-й церемонии вручения наград D.I.C.E. Awards Такэда был удостоен премии за достижения в течение жизни (Lifetime Achievement Award) за вклад в развитие и руководство разработкой аппаратного обеспечения Nintendo.